# Maria di Coucy
Marie de Coucy, italianizzato in Maria di Coucy (1218 – 1285), fu regina consorte di Scozia come seconda moglie di re Alessandro II.

## Vita

### Origini
Marie nacque nel 1218 da Enguerrand III, signore di Coucy (morto nel 1243) e dalla sua terza moglie Marie de Montmiral. I Coucy erano una delle famiglie nobili francesi più importanti del tempo, molto influenti presso la corte francese in quanto imparentati alla lontana con i monarchi.

### Regina di Scozia
Il 15 maggio 1239 sposò in seconde nozze re Alessandro II di Scozia a Roxburgh portando nella sua nuova patria un largo stuolo di personale francese. Il re scozzese, rimasto vedovo della prima moglie Giovanna d'Inghilterra, doveva assolutamente generare un erede al trono, e quindi le nozze furono rapidamente combinate e consumate. Due anni dopo, nel 1241, Maria e Alessandro ebbero un figlio, il futuro re Alessandro III di Scozia.
Alessandro II morì nel 1249, e Marie si assicurò che il giovanissimo figlio venisse incoronato al più presto a Scone. Due anni dopo la regina vedova tornò in Piccardia, anche se con frequenti ritorni in Scozia per visitare il figlio.

### Vita successiva
Marie si sposò nuovamente con Giovanni di Brienne, Gran ciambellano di Francia. Le nozze avvennero nel 1257, e i due non ebbero figli.
La regina vedova spirò nel 1285, e si fece seppellire nell'abbazia di Newbattle in Scozia dietro sua stessa disposizione. Durante la vita in Scozia infatti si recava spesso in visita all'abbazia, di cui era divenuta protettrice.

## Ascendenza
|                                  |                    |                          | Genitori               |  |  | Nonni |  |  | Bisnonni               |  |  | Trisnonni       |  |
|                                  |                    |                          |                        |  |  |       |  |  | Enguerrand II de Coucy |  |  | Thomas de Coucy |  |
|                                  |                    |                          |                        |  |  |       |  |  | Enguerrand II de Coucy |  |  | Thomas de Coucy |  |
|                                  |                    | …                        |                        |  |  |       |  |  | Enguerrand II de Coucy |  |  |                 |  |
| Raoul I de Coucy                 |                    |                          |                        |  |  |       |  |  | Enguerrand II de Coucy |  |  |                 |  |
|                                  |                    | Agnese di Baugency       | Raoul de Baugency      |  |  |       |  |  |                        |  |  |                 |  |
|                                  |                    | Agnese di Baugency       | Raoul de Baugency      |  |  |       |  |  |                        |  |  |                 |  |
|                                  |                    | Agnese di Baugency       | Matilde di Vermandois  |  |  |       |  |  |                        |  |  |                 |  |
| Enguerrand III, signore di Coucy |                    | Agnese di Baugency       |                        |  |  |       |  |  |                        |  |  |                 |  |
|                                  |                    | Roberto I di Dreux       | Luigi VI di Francia    |  |  |       |  |  |                        |  |  |                 |  |
|                                  |                    | Roberto I di Dreux       | Luigi VI di Francia    |  |  |       |  |  |                        |  |  |                 |  |
|                                  |                    | Roberto I di Dreux       | Adelaide di Savoia     |  |  |       |  |  |                        |  |  |                 |  |
| Alice II di Dreux                |                    | Roberto I di Dreux       |                        |  |  |       |  |  |                        |  |  |                 |  |
|                                  |                    | Agnese di Baudemont      | Guy de Baudemont       |  |  |       |  |  |                        |  |  |                 |  |
|                                  |                    | Agnese di Baudemont      | Guy de Baudemont       |  |  |       |  |  |                        |  |  |                 |  |
|                                  |                    | Agnese di Baudemont      | Alix de Braine         |  |  |       |  |  |                        |  |  |                 |  |
| Marie de Coucy                   |                    | Agnese di Baudemont      |                        |  |  |       |  |  |                        |  |  |                 |  |
|                                  | André de Montmiral | Helie de Montmirail      |                        |  |  |       |  |  |                        |  |  |                 |  |
|                                  | André de Montmiral | Helie de Montmirail      |                        |  |  |       |  |  |                        |  |  |                 |  |
|                                  | André de Montmiral | Adelaide di Pleurs       |                        |  |  |       |  |  |                        |  |  |                 |  |
| Jean I de Montmiral              | André de Montmiral |                          |                        |  |  |       |  |  |                        |  |  |                 |  |
|                                  |                    | Hildiarde d'Oisy         | Simon d'Oisy           |  |  |       |  |  |                        |  |  |                 |  |
|                                  |                    | Hildiarde d'Oisy         | Simon d'Oisy           |  |  |       |  |  |                        |  |  |                 |  |
|                                  |                    | Hildiarde d'Oisy         | Ada de la Ferté-Ancoul |  |  |       |  |  |                        |  |  |                 |  |
| Marie de Montmiral               |                    | Hildiarde d'Oisy         |                        |  |  |       |  |  |                        |  |  |                 |  |
|                                  |                    | Guglielmo I di Dampierre | Guy I de Dampierre     |  |  |       |  |  |                        |  |  |                 |  |
|                                  |                    | Guglielmo I di Dampierre | Guy I de Dampierre     |  |  |       |  |  |                        |  |  |                 |  |
|                                  |                    | Guglielmo I di Dampierre | Helvide de Baudemont   |  |  |       |  |  |                        |  |  |                 |  |
| Helvide de Dampierre             |                    | Guglielmo I di Dampierre |                        |  |  |       |  |  |                        |  |  |                 |  |
|                                  |                    | Ermengarde               | …                      |  |  |       |  |  |                        |  |  |                 |  |
|                                  |                    | Ermengarde               | …                      |  |  |       |  |  |                        |  |  |                 |  |
|                                  |                    | Ermengarde               | …                      |  |  |       |  |  |                        |  |  |                 |  |
|                                  |                    | Ermengarde               |                        |  |  |       |  |  |                        |  |  |                 |  |